# Aéroacoustique
L'aéroacoustique est une section de l'acoustique qui étudie la génération d'un bruit par un écoulement turbulent (ex. : turbulence d’un jet libre), ou interagissant avec une surface (profil d’aile, pales de rotor d’un hélicoptère, roues de compresseur ou de turbine, cavité, ...).
L'objet de l'aéroacoustique est la prédiction des bruits d'origine aérodynamique.

## Historique de l'aéroacoustique
Cette discipline mélangeant mécanique des fluides et acoustique est née en 1952 lorsque Lighthill élabora la première théorie.
L'aéroacoustique intéressa beaucoup les industriels jusque dans les années 1970 (âge d'or de l'aéroacoustique). Après un "passage à vide" dans les années 1980, l'aéroacoustique suscite un regain d'intérêt depuis les années 1990.[réf. nécessaire]
Aujourd'hui cette discipline n'intéresse pas que le monde de l'aéronautique mais aussi l'automobile (pour le confort des passagers). Une dimension aéroacoustique numérique et de simulation informatique s'est développée, appuyée par les progrès de l'informatique,,.
Sa composante énergétique fait aussi l'objet d'études, par exemple pour récupération l'énergie aéroacoustique afin d'alimenter des capteurs sans fil embarqués dans des avions.